# Let's Stay Together

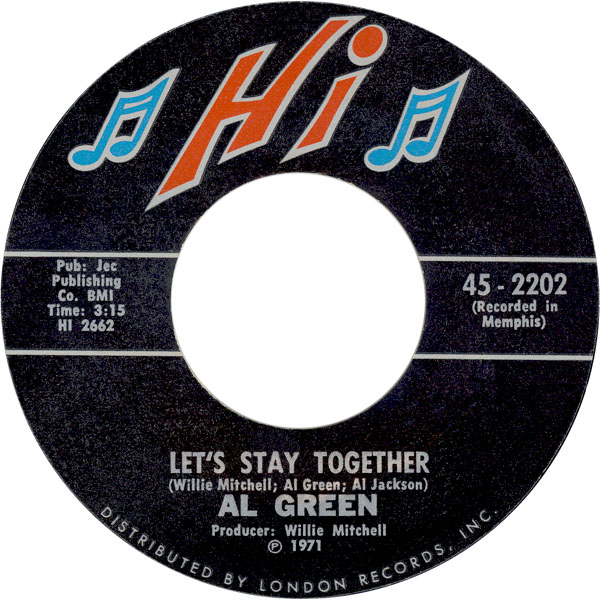

Let's Stay Together è una canzone di Al Green, estratta come singolo dall'omonimo album del 1972.
Il singolo raggiunse la prima posizione della Billboard Hot 100, e rimase in classifica per 16 settimane e la settima nel Regno Unito. 
Il singolo raggiunse anche la vetta della classifica di Billboard Billboard Black Singles, dove rimase per nove settimane.
La canzone in seguito apparve nella colonna sonora del film Pulp Fiction. È stata classificata dalla rivista Rolling Stone come la sessantesima migliore canzone di tutti i tempi, nella speciale classifica delle 500 più grandi canzoni di tutti i tempi. 
Nel gennaio del 2012, durante una convention elettorale all'Apollo Theater di Harlem, fu canticchiata dal presidente degli Stati Uniti d'America Barack Obama, che mandò in visibilio il pubblico presente, l'artista era presente in platea, nei giorni seguenti fu tale l'eco mediatica che risultò tra i brani più scaricati.

## Tracce
1. Let's Stay Together – 3:16
2. Tomorrow's Dream – 3:33

## Cover di Tina Turner
Let's Stay Together fu in seguito registrata da Tina Turner, come seconda collaborazione con il team di produzione inglese Heaven 17/B.E.F.  dopo Ball of Confusion nel 1982, e servì come ritorno sulle scene della cantante statunitense.
Il singolo riuscì ad arrivare alla sesta posizione della classifica dei singoli inglese (una posizione più in alto della versione di Al Green), diventando il terzo singolo nella top ten britannica per la Turner. Il singolo ottenne anche una ventiseiesima posizione nella classifica statunitense Billboard Hot 100, e la vetta della U.S. Dance Chart.
La canzone divenne un punto di svolta per la carriera da solista di Tina Turner, e fu in seguito inserita nell'album multi Platino Private Dancer pubblicato nel 1984.

### Tracce
1. Let's Stay Together – 3:33
2. I Wrote a Letter – 3:34

### Classifiche
| Posizione | Classifica (1984) |
| --------- | ----------------- |
| 26        | US Hot 100        |
| 3         | US R&B            |
| 1         | US Dance          |
| 6         | UK                |
| 18        | Germania          |
| 19        | Australia         |
| 28        | Svizzera          |
| 4         | Paesi Bassi       |
| 15        | Irlanda           |

## Altre versioni
Let's Stay Together è stata registrata anche da Margie Joseph, Michael Bolton (nell'album Timeless The Classics Vol. 2), Jimmy Smith, Michelle Williams, Boyz II Men, Brian Kennedy, Issac Hayes, Seal, oltre che da At Last nella prima stagione di America's Got Talent, che la interpretatorono a cappella. È stata anche interpretata dal cantante soul Lemar. Esiste una versione anche del gruppo Pasadenas.
Una reinterpretazione del brano è evidente nella canzone Earthquake, presente sull'album Tha Carter del rapper Lil Wayne. Una versione strumentale, molto simile all'originale di Al Green è stata registrata dai The Memphis Horns.